# Cung điện Thân vương Monaco

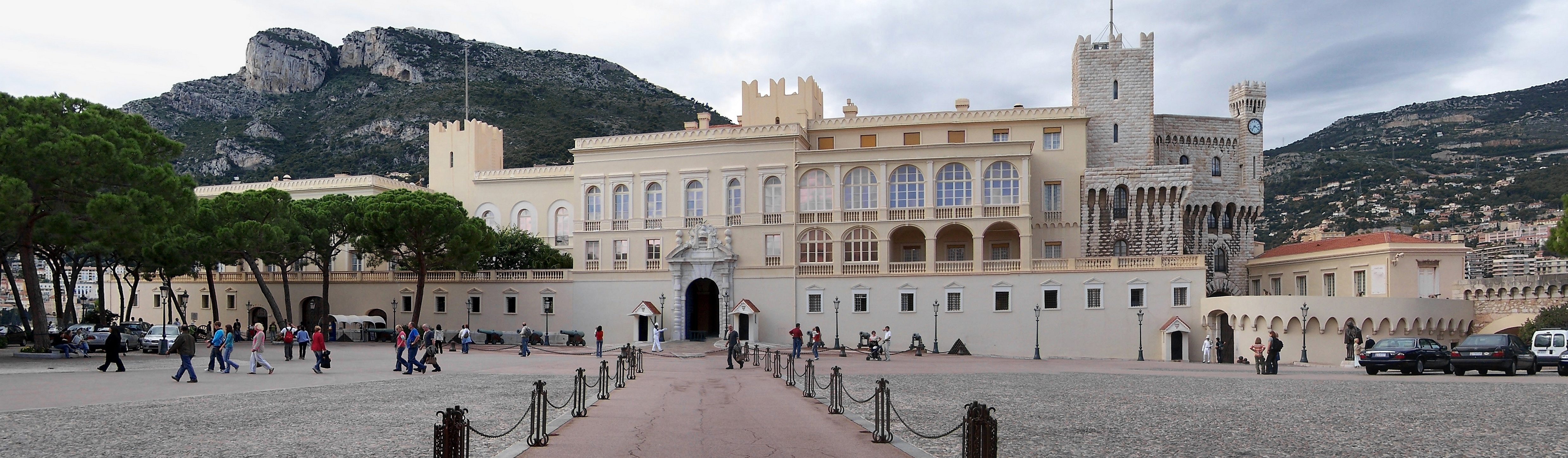
Cung điện Thân vương Monaco

Cung điện Thân vương Monaco là nơi ở chính thức của các Thân vương Monaco. Xây dựng vào năm 1191 với tên pháo đài Genoese, trong quá trình lịch sử lâu dài và thường kịch tính của tòa cung điện này, ấn tượng của nó đã tấn công dồn dập và bị bao vây bởi các cường quốc nước ngoài. Từ cuối thế kỷ 13, nó đã là một thành trì và nhà ở của dòng họ Grimaldi, những người lần đầu tiên chiếm pháo đài này vào năm 1297. Grimaldi đã là lãnh chúa phong kiến cai trị khu vực giai đoạn đầu tiên, còn từ thế kỷ 17 cai trị với tư cách các Thân vương có chủ quyền, nhưng quyền lực của họ thường bắt nguồn từ các thoả thuận mong manh với những quốc gia láng giềng lớn hơn và mạnh mẽ.

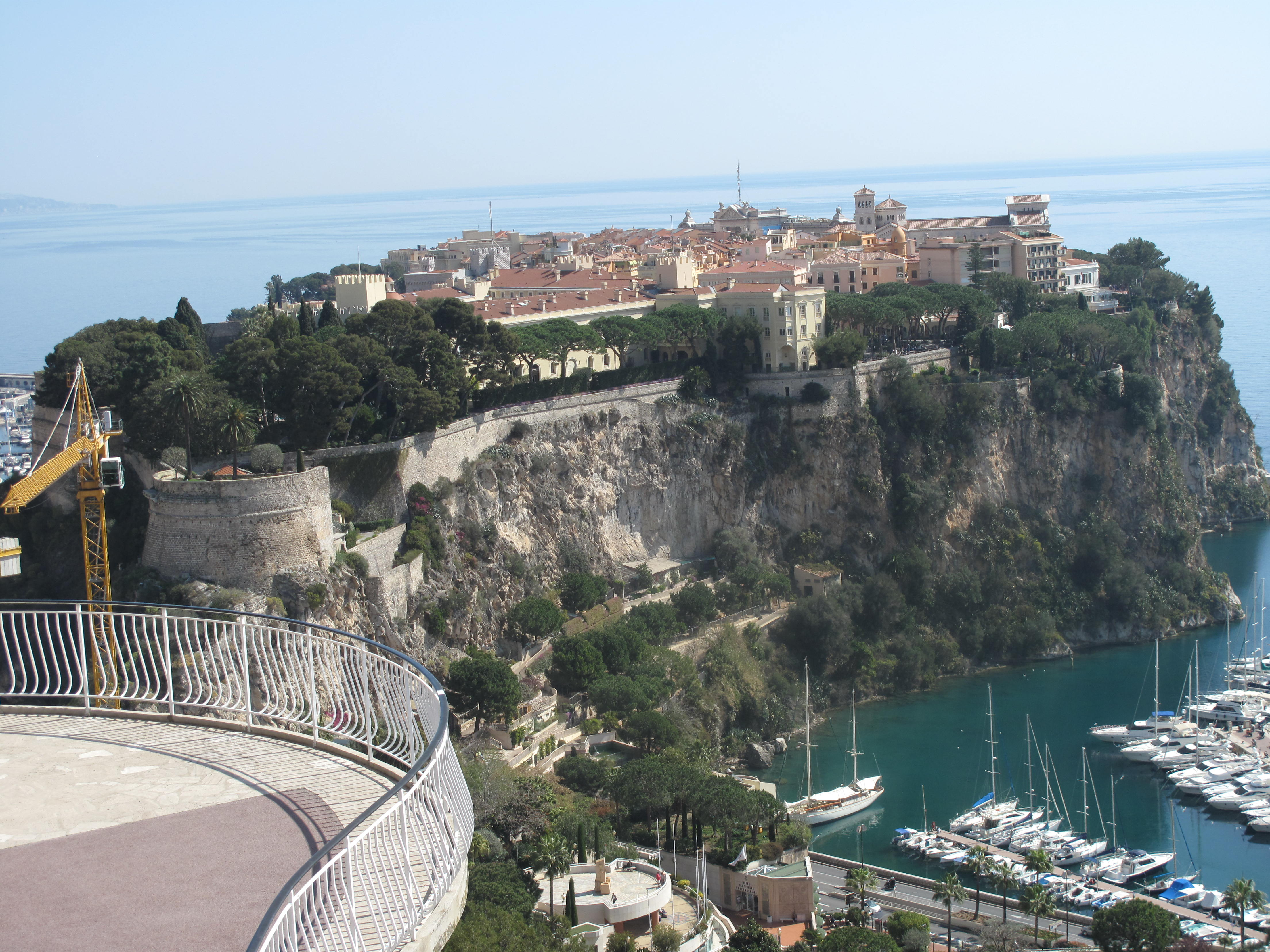
Toàn cảnh trên đồi Monaco (Rock of Monaco) với cung điện

Vì vậy, trong khi nước có chủ quyền châu Âu khác xây dựng các cung điện theo phong cách kiến trúc Phục Hưng và Baroque xa xỉ và hiện đại thì yếu tố chính trị và nhận thức chung yêu cầu cung điện của những người cai trị phải được gia cố. Yêu cầu độc đáo này, ở giai đoạn cuối trong lịch sử, đã khiến cung điện Thân vương Monaco là một trong những cung điện khác thường ở châu Âu. Trớ trêu thay, khi các công sự của nó cuối cùng đã bị buông lỏng trong thời gian cuối thế kỷ 18, nó đã bị người Pháp chiếm giữ và họ đà tước đoạt những kho tàng của nó, trong khi nhà Grimaldi lưu vong hơn 20 năm.
Việc chiếm giữ cung điện của nhà Grimaldi cũng là bất thường bởi vì, không giống như các gia đình cầm quyền châu Âu khác, sự vắng mặt của cung điện thay thế và tình trạng thiếu đất đã dẫn đến việc họ sử dụng một nơi cư trú cho hơn bảy thế kỷ. Vì vậy, vận may và chính trị của họ là trực tiếp phản ánh sự thay đổi của cung điện. Vì vậy, Palace của Hoàng tử phản ánh lịch sử không chỉ của Monaco, mà của gia đình, vào năm 1997 kỷ niệm 700 năm cai trị từ cùng một cung điện.